# Schlacht bei Wolfhalden
Etzel · Pfäffikon · Grüningen I · Freienbach · Blickensdorf · Hirzel · Bremgarten · Regensberg · Grüningen II · St. Jakob an der Sihl · Greifensee · St. Jakob an der Birs · Erlenbach I · Koblach · Sargans · Wil · Kirchberg · Wolfhalden · Obertoggenburg · Wigoltingen · Erlenbach II · Männedorf · Wollerau · Ragaz
Die Schlacht bei Wolfhalden, manchmal auch als Schlacht an der Wolfshalde bezeichnet, war eine militärische Auseinandersetzung zwischen Appenzell und Habsburg-Österreich und wurde am 11. Juni 1445 im Verlaufe des Alten Zürichkriegs im Appenzeller Vorderland geschlagen.
Die Gegner waren auf der einen Seite der eidgenössische zugewandte Ort Appenzell und auf der anderen Seite Truppen des österreichischen Herzogs Albrecht VI. von Österreich.

## Vorgeschichte
Der bereits 1439 ausgebrochene und seit 1443 tobende Alte Zürichkrieg verlagerte sich ab 1444 zunehmend vom zürcherischen Raum in die heutige Ostschweiz. Der Ort Appenzell, seit 1411 als Ergebnis der Appenzellerkriege ein Zugewandter Ort der Acht Alten Orte der Eidgenossenschaft, erklärte sich trotz des Drängens beider Kriegsparteien zum Kriegseintritt wie die Fürstabtei St. Gallen und auch die Stadt zunächst neutral. Auf eidgenössischer Seite hatte insbesondere Schwyz und Freiherr Petermann von Raron ein Interesse an einem Kriegseintritt Appenzells; letzterer hatte die Grafschaft Toggenburg geerbt und verblieb nach dem Übertritt Heinrichs von Werdenberg-Sargans am 30. November 1444 auf die Gegenseite als einziger Adliger im Krieg auf der eidgenössischen Seite übrig, wodurch sich dadurch die ohnehin exponierte Lage des Toggenburgs noch verstärkte. Im Frühling 1444 entschieden sich die Appenzeller für die eidgenössische Seite und schickten am 30. April 1444 der Stadt Zürich sowie der Herrschaft Österreich eine Kriegserklärung. Das brachte zwar dem Toggenburg Entlastung, doch befand sich das Land Appenzell nun selbst in exponierter Lage, weshalb sich die Appenzeller mit kriegerischen Aktionen ausserhalb ihres Landes zunächst eher zögerlich verhielten.
Ende Januar 1445 schlossen sich die Appenzeller einem Kriegszug der Schwyzer, Glarnern und anderen Verbündeten an, um am 3. Februar das linksrheinische Rheintal und das rechtsrheinische Gebiet in Vorarlberg von Feldkirch bis nach Fußach zu verheeren und danach gegen das Sarganserland vorzugehen. (→Gefecht bei Koblach und Belagerung von Sargans)

## Verlauf
Am 11. Juni 1445 fanden zwei Vorstösse der Gegenseite statt. Von Winterthur aus zog ein Aufgebot von mehreren hundert Mann gegen das untere Toggenburg, das von den Truppen Petermanns von Raron im Gefecht bei Kirchberg zurückgewiesen wurde. Gleichentags rückte ein Heer von Rheineck aus aus, um über Thal gegen die Letzi bei Wolfhalden vorzurücken und Appenzell direkt angreifen zu können. Diese war von einem Wachtrupp von etwa 70 Mann besetzt. Inzwischen wurde die Führung des appenzellischen Hauptkontingents von Spähern von der Gefahr einer drohenden Invasion gewarnt, so dass sich das Hauptheer inklusive Zuzügern aus dem Toggenburg umgehend zur Verstärkung nach Wolfhalden in Bewegung setzte. Es gelangte in dem Moment vor Ort, als die österreichischen Truppen die Talsperre durchbrochen hatten.
Die Taktik der Appenzeller konzentrierten sich vorderhand auf die Pferde der Berittenen, wodurch diese scheuten und die Stellung der Österreicher in einige Unordnung gerieten. Sie löste sich in der Folge auf und sie flohen in Richtung Rheintal, wo sie von den Appenzellern bis an den Rhein hinunter verfolgt wurden. Nach Hans Fründ fielen auf der österreichischen Seite insgesamt 170 (nach anderen Quellen 177) Mann, weitere 22 gerieten in Gefangenschaft.

## Folgen
Direkte Folge dieser Begegnung war die Eroberung des Grossteils des Rheintals durch Appenzell. Bereits Mitte Juni zogen 600 Appenzeller ins Rheintal und besetzten die Gegend um Altstätten, welches am 24. Juni den Appenzellern Treue schwören mussten. Im Dezember 1445 fiel das Städtchen Rheineck an Appenzell, welches zukünftig als Landvogteisitz des ab 1445–1490 als Vogtei Rheintal bezeichnete und von Appenzell verwalteten Untertanengebiets diente. Als Folge des St. Gallerkriegs fiel das Gebiet 1490 dann an die vier Schirmorte der Fürstabtei St. Gallen, Zürich, Luzern, Schwyz und Glarus, welche es als Gemeine Herrschaft verwalteten. 1491 nahmen die vier Orte Uri, Unterwalden und Zug in die Mitherrschaft der Vogtei Rheintal auf, 1500 dann auch wieder Appenzell und 1712 als Folge des Zweiten Villmergerkriegs die Stadtrepublik Bern.
Nach der Liquidierung des Alten Zürichkriegs 1450 folgte am 15. November 1452 aufgrund der Parteinahme Appenzells im Krieg eine Erneuerung des Bündnisses mit den Eidgenossenschaft der VII. Alten Orte (ohne Bern), was eine leichte Besserstellung für Appenzell bedeutete. Als vollberechtigter Ort wurde es jedoch erst am 17. Dezember 1513 in die Eidgenossenschaft der XIII. Alten Orte aufgenommen.

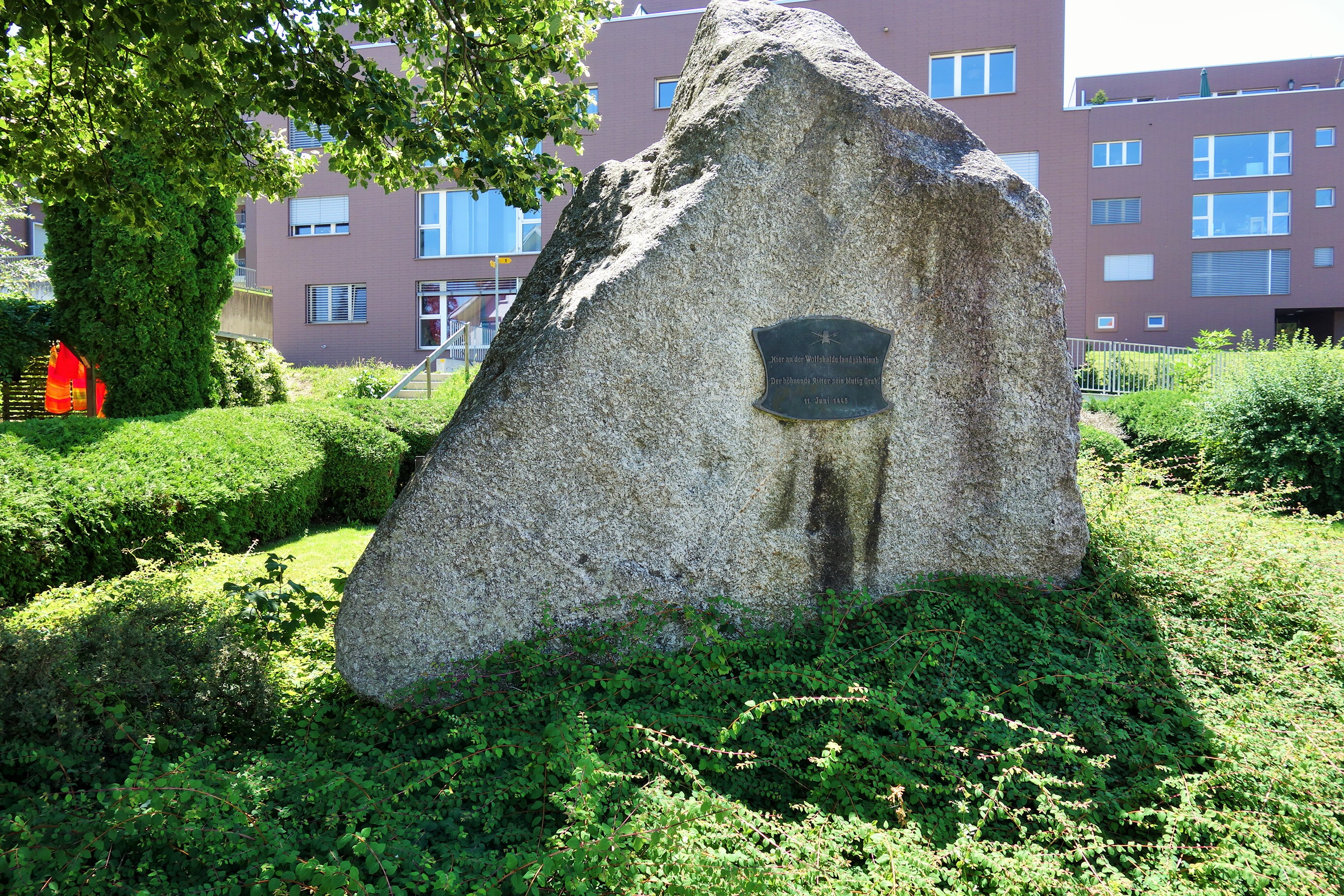
Denkmal in Wolfhalden: Hier an der Wolfshalde fand jäh hinab. Der höhnende Ritter sein blutig Grab. 11. Juni 1445